# ربیع المسلاتی
ربیع المسلاتی (انگلیسی: Rabe Al Msellati؛ زادهٔ ۲۲ فوریهٔ ۱۹۸۳) بازیکن فوتبال اهل لیبی بود.
از باشگاه‌هایی که در آن بازی کرده است می‌توان به باشگاه فوتبال الاتحاد طرابلس اشاره کرد.
وی همچنین در تیم ملی فوتبال لیبی بازی کرده است.